# Funérailles de Joseph Staline
 (octobre 2009).
Les funérailles de Joseph Staline ont lieu le 9 mars 1953 à Moscou. En URSS et dans le monde entier, une immense foule rend hommage au « Père des peuples » mort le 5 mars 1953, après plusieurs jours d'agonie, dans sa datcha de Kountsevo, aux environs de Moscou.

## Les obsèques à Moscou
Durant trois jours, à compter du 6 mars 1953 à 4 h du matin, heure de l'annonce officielle de sa mort, le pays fait ses adieux à Staline mort la veille au soir. Son cercueil est exposé au cœur de Moscou, dans la salle des colonnes de la Maison des syndicats. On estime à cinq millions le nombre de personnes, volontaires ou réquisitionnées, à défiler devant le catafalque où des scènes d'hystérie collective sont recensées.
Ses obsèques, le 9 mars à Moscou, donnent également lieu à ces mêmes scènes qui entraînent la mort de 1 500 hommes et femmes, piétinés ou étouffés pendant ces trois jours,, notamment place Troubnaïa et boulevard de la Nativité.

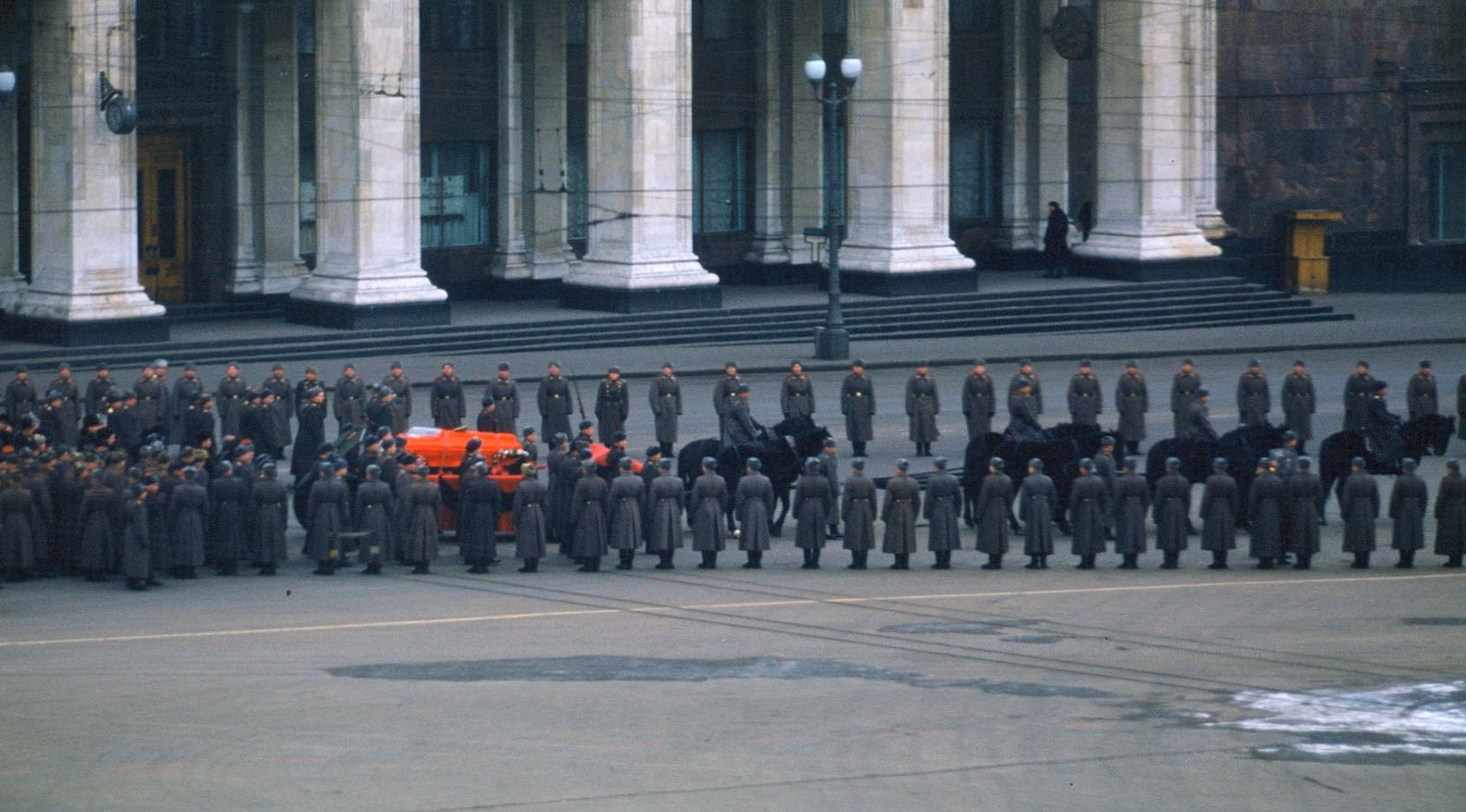
Cortège funèbre de Staline.

Son cercueil est placé dans le mausolée de Lénine sur la Place Rouge, à côté du sarcophage du fondateur de l'URSS. En octobre 1961, à la suite du XXIIe Congrès du PCUS dénonçant le culte de la personnalité du petit père des peuples, Nikita Khrouchtchev décide de retirer le cercueil de Staline du mausolée. Dans la nuit du 31 octobre au 1er novembre 1961, Staline est enterré à la sauvette derrière le mausolée, près du mur du Kremlin, dans ce qui deviendra un petit cimetière des hauts personnages de l'URSS.
L'aura de Staline est telle que les autorités font en sorte de passer sous silence, pendant près d'une semaine, la mort du compositeur Sergueï Prokofiev dont le décès est survenu le même jour, 50 minutes avant celle du « Petit père des peuples ».
Le documentaire Le Grand Adieu réalisé par Ilya Kopaline et Grigori Alexandrov immortalise l'événement et l'ambiance qui l'accompagne dans plusieurs régions de l'Union soviétique.

## La succession
Gueorgui Malenkov, Beria et Molotov constituent une troïka informelle. Le premier devient président du Conseil des Ministres et du Présidium, ainsi que secrétaire général du parti ; le second, maître de la police, s'attribue la vice-présidence du Conseil des Ministres et surtout le ministère des Affaires intérieures et de la Sécurité d'État ; le dernier reprend les Affaires étrangères.
L'autorité réelle revient à Beria qui dès le 10 mars, au lendemain des funérailles, annonce une amnistie pour tous les condamnés à moins de cinq ans de prison, soit un million de personnes.

## Réactions en Allemagne

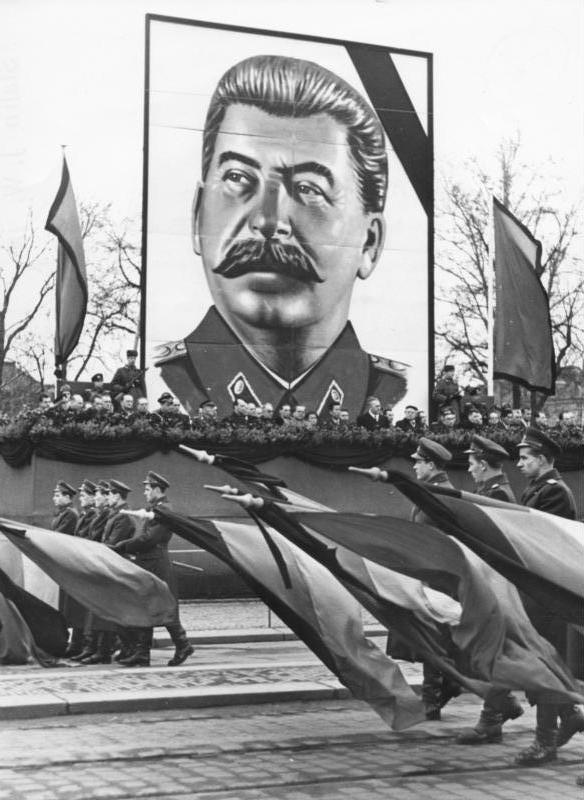
Parade de deuil à Dresde, en Allemagne de l’Est, le 10 mars 1953.

Le 9 mars 1953, l'écrivain Günter Kunert évoque dans un quotidien allemand les voiles en crêpe noir mis aux fenêtres de Berlin-Est et les odes à la gloire du « tsar rouge », écrites dans ces années par tous les écrivains officiels.

## Les réactions en France
Le siège parisien du Parti communiste français est entièrement drapé de noir.
L'admiration pour l'ancien dirigeant soviétique n'est pas cantonnée aux fidèles communistes. Elle s'étend à  une grande partie de l'opinion publique.
À l'Assemblée nationale, son président Édouard Herriot réclame une minute de silence en mémoire du vainqueur d'Hitler et du modernisateur de l'Union soviétique. Seuls deux députés refusent de se lever.
Partout en France sont organisées de larges réunions publiques d’hommage à Staline et des arrêts de travail. Ce fut le cas particulièrement dans le département de Seine-Maritime : certains mouvements, comme ceux des travailleurs des ports de Rouen, du Havre et de Dieppe, des cheminots de Sotteville-lès-Rouen, des traminots du Havre, de plusieurs écoles et lycées, furent largement suivis.
Quelques jours plus tard, à Sotteville, une bataille de rues oppose à la police une partie de la population rassemblée autour des dirigeants communistes, du maire Lucien Bonnafé, et du conseil municipal pour tenter de donner le nom de Joseph Staline à une avenue de la ville.
La une de l'édition spéciale de L'Humanité qui annonce la mort de Staline a pour titre : « Deuil pour tous les peuples qui expriment, dans le recueillement, leur immense amour pour le grand Staline ». Le journal communiste consacre plusieurs pages à l’évènement produisant des articles de Jacques Duclos, Maurice Thorez, des textes de Staline, Malenkov, l’éditorial de la Pravda, et une page entière sous le titre « Staline, notre maître en socialisme ».
Le 12 mars, Les Lettres françaises publient en première page un portrait de Staline par Picasso. Celui-ci, représentant Staline jeune, provoque les foudres de Louis Aragon et du PCF qui reprochent à Picasso de n'avoir pas traité le défunt avec assez de réalisme  : « on peut inventer des fleurs, des chèvres, des taureaux, et même des hommes, des femmes - mais notre Staline, on ne peut pas l’inventer. Parce que, pour Staline, l’invention – même si Picasso est l’inventeur – est forcément inférieure à la réalité. Incomplète et par conséquent infidèle. » (Aragon). Cet hommage de Picasso et la polémique très vive qui la suit est restée sous le nom d'affaire du portrait.
Le Monde titre « Le maréchal Staline est mort » sur cinq colonnes et consacre quatre pages à l’événement. Dans un éditorial intitulé « L’homme et son héritage » on peut lire : « Staline restera sans doute l’homme qui a réconcilié la Russie et la révolution au point de les rendre inséparables. Elle a aussi permis à l’homme de remporter sur la nature quelques-unes de ses plus magnifiques victoires. »
Le journal Combat évoque « l’humble fils de paysan devenu (…) le chef incontesté et vénéré de 200 millions d’hommes » et note que « l’immense Russie est devenue une grande puissance militaire dont l’influence a gagné des continents entiers ».

## Documentaires
- 1953 : Le Grand Adieu d'Ilya Kopaline et Grigori Alexandrov.

- 2019 : Funérailles d'État de Sergei Loznitsa[10].